# Jean-Baptiste Dauchez
Pour les articles homonymes, voir Dauchez.
Pour les autres membres de la famille, voir Famille Dauchez.
Jean-Baptiste-François-Xavier Dauchez, né le 28 janvier 1751 à Arras, mort le 13 mars 1823 à Arras, est un avocat, jurisconsulte et homme politique français.

## Carrière
Avocat au Conseil souverain d'Artois, échevin d'Arras et des États d'Artois sous l'Ancien régime, Jean-Baptiste Dauchez devient membre du directoire du district d'Arras, est arrêté comme suspect en 1793 et fut incarcéré pendant cinq mois à la Conciergerie. Son frère Louis est guillotiné en 1794.
Le 23 germinal an V, le département du Pas-de-Calais l'élut député au Conseil des Cinq-Cents. Mais ses opinions royalistes le firent proscrire après le 18 fructidor. 
Il n'avait pris dans l'intervalle que peu de part aux délibérations : le 15 prairial, il avait réclamé la faculté pour les familles de faire changer les noms de ceux de leurs enfants qui avaient été, en 1793, inscrits par les officiers de l'état civil sous les noms de Marat, Robespierre, etc.
Jean-Baptiste Dauchez est le père du maire d'Arras François Benjamin Dauchez.